# Raszkowo
Raszkowo (bułg. Рашково) – wieś w Bułgarii, w obwodzie sofijskim, w gminie Botewgrad. Według danych szacunkowych Ujednoliconego Systemu Ewidencji Ludności oraz Usług Administracyjnych dla Ludności, 15 września 2022 roku miejscowość liczyła 96 mieszkańców.

## Osoby związane z miejscowością

### Urodzeni
- Kirił Miszew (1949) – bułgarski geograf, geomorfolog
- Weselin Pawłow (1951) – bułgarski polityk